# 天童頼澄
天童 頼澄（てんどう よりずみ）は、戦国時代から安土桃山時代にかけての武将。最上八楯と称される里見氏（新田氏）庶流天童氏の第17代当主。天童城（舞鶴城）主。

## 生涯
村山郡天童城主天童頼貞の子として生まれる。はじめは頼久と名乗った。天正7年（1579年）、父・頼貞の没後12歳で家督を継いだ。
最上義光には姉妹の天童御前が嫁いでおり縁戚関係であったが、最上八楯の中心として独立した領主であった。また母が伊達氏の重臣・国分盛氏の娘だったことなどから、伊達氏らと結んだ。惣領筋の最上氏とは同盟関係にあったものの、最上義光は天童氏配下の倉蔵氏などを取り込む一方で、天童氏一族の上山氏、妻の父である細川直元らを次々と下していった。やがて天正10年（1582年）天童御前が亡くなると、程なく義光の侵攻を受けるが、堅城である天童城や、最上八楯らの支援にも助けられ膠着状態が続いた。
しかし、天正12年（1584年）6月に白鳥氏、寒河江氏が相次いで滅ぼされ、また最上八楯の最有力者である延沢満延が、最上家臣氏家守棟の調略によって義光側へと寝返ると一気に形勢は最上方に傾き、内応者が続出した。10月、天童城は落城した。
頼久は母の実家の国分氏を頼って落ち延び、その後は秋保直盛に依り秋保に寄寓した。天正18年（1590年）1月13日、頼久は御礼として政宗の黒川城に登城した。文禄年中、伊達政宗より家格準一家を命ぜられ、采地1000石を宮城郡利府邑に賜った。後に頼澄と改称し甲斐と名乗った。
子がいなかったため、留守政景の次男が養嗣子となり、天童重頼と称した。

## 参考資料
- 伊藤清郎『人物叢書 最上義光』吉川弘文館、2016年。ISBN 4-642-05278-X。
- 佐藤清志『最上義光―戦国の驍将』新人物往来社、1996年。ISBN 4-404-024169。
- 『伊達治家記録』
- 寒河江市史編さん委員会『寒河江市史 大江氏ならびに関係史料』2001年。
- 秋保町『秋保町史』。